# インサイト (企業)
株式会社インサイトは、北海道札幌市中央区に本社を置く住宅・不動産や、娯楽・サービス業、流通・小売業、地方公共団体を顧客とする広告代理店である。

## 概要
北海道を中心とした地元密着型企業向けの新聞折り込みチラシや、ダイレクトメール、イベントなどのセールスプロモーションを主要事業とする。
また、独自の市場調査および広告効果測定の為、「インサーチ札幌」を運営している。2009年に株式会社第一エージェンシーとの提携により「インサーチ仙台」、2012年に城北宣広株式会社との提携により「インサーチ大阪」が稼働している。
2009年11月には、札幌圏内を対象とした地域広告および販促ツールに特化し、ワンストップでの比較・検討・発注を可能とするポータルサイト「札幌広告.com」と、北海道産の海産物・農産物、スイーツなどを取り扱うインターネット通販サイト「北海道産直便」を相次いで運用スタートさせた（現在はノース物産株式会社へ事業譲渡）。
その後も自社媒体やサービスを拡張しており、2010年4月より栃木県の株式会社クルール・プロジェと提携し、未就学児を持つ母親向けフリーペーパー「クルールさっぽろ」を創刊。同年、株式会社ジェイ・オフィス・クルーと提携し、新たなチラシ宅配を提案するエリアターゲティングシステム「ポスサーチ」のサービス提供を開始している。また、2013年には個人のブランディングを目的としたツール制作サイト「PERSONAL BRAND BOOK」、中広との提携により「講演会インフォ北海道」をスタートさせた。

## 沿革
- 1975年6月17日 - 札幌市において株式会社大利企画として設立。
- 1983年11月 - 資本金を1,000万円に増資。
- 2000年12月 - 社団法人北海道広告業協会(現・一般社団法人北海道広告業協会)加盟。
- 2006年5月 - 資本金を3,000万円に増資。
- 2006年7月 - 商号を株式会社インサイトに変更。
- 2006年11月 - 資本金を9,000万円に増資。
- 2006年12月 - プライバシーマーク付与認証を取得。
- 2008年2月 - 資本金を1億3,550万円に増資。
- 2008年2月 - 札幌証券取引所アンビシャス市場に上場。
- 2025年1月 - 札幌証券取引所本則市場に市場変更[2]。

## 営業拠点
- 札幌本社
- 青森オフィス

## グループ会社
- 株式会社インベスト
- 株式会社風和里
- 山田プライド株式会社
- たまかわ未来ファクトリー株式会社
- 株式会社インバイト